# Вульфович, Тамара Львовна
Тамара Львовна Вульфович (7 мая 1922, Москва — 29 сентября 1998, Калининград) — российский филолог и педагог.

## Биография
Мать Т. Л. Вульфович Дора Семеновна (урожденная Каганович) родилась в Вильно, в семье часовых дел мастера Семена Кагановича. Дора Семеновна по материнской линии была внучкой раввина, училась в еврейской гимназии в Вильно, знала несколько иностранных языков, была музыкально одарена. Вскоре после окончания гимназии Д. С. Каганович переехала в Москву, где в 1922 родилась дочь Тамара, которую назвали в честь её двоюродной бабушки, сестры Семена Кагановича. Дядя Тамары Львовны, Аркадий Семенович Каганович, служил в Красной армии, затем — в охране наркома иностранных дел Г. В. Чичерина. Во втором браке Д. С. Каганович была замужем за выдающимся советским историком Альбертом Захаровичем Манфредом, с которым Тамару Львовну связывали теплые отношения в течение всей жизни:17—18. В доме Манфредов бывали разные люди, в том числе крупные ученые. Среди тех, кто особо повлиял на Т. Л. Вульфович, был лингвист С. И. Бернштейн:20.
Во время войны, находясь в эвакуации в Малмыже Кировской области, работала трактористкой в колхозе. Окончив школу в 1940, Тамара Львовна поступила сначала в Автомеханический институт в Москве, затем — на филологический факультет Московского областного педагогического института (окончила в 1945). Несмотря на то что сталинская стипендиатка Тамара Вульфович была рекомендована в аспирантуру, ей первоначально было отказано в продолжении учёбы (начиналась кампания по борьбе с космополитизмом). Благодаря настойчивости Марка Давидовича Эйхенгольца (1889—1953) Т. Л. Вульфович все же поступила в аспирантуру Московского областного пединститута в 1945 под его научное руководство (в разгар кампании в 1949 Эйхенгольц был вынужден уйти из института). В 1948 она переехала в Калининград, где приступила к работе на историко-филологическом факультете Калининградского государственного педагогического института (с 1967 — Калининградского государственного университета).
Хотя диссертация была готова к защите в 1951, её не рассматривали в МОПИ вплоть до смерти Сталина. Только в 1954 диссертацию Т. Л. Вульфович о творчестве Ш. Л. Филиппа приняли к защите в Московском областном пединституте (оппонентами выступили Т. Л. Мотылева и Л. Н. Фоменко). В своем выступлении Т. Л. Вульфович выразила благодарность своему рано ушедшему из жизни вследствие травли научному руководителю М. Д. Эйхенгольцу. Тем не менее защита прошла успешно, против был подан один голос.
Работала в пединституте (преподавала зарубежную литературу в 1948—1983), тесно дружила с коллегами-филологами А. М. Гаркави, Л. Г. Максидоновой, Г. В. Степановой.
Работа со студентами-филологами позволила Т. Л. Вульфович реализовать свои многочисленные дарования и интересы. Она организовала студенческий драматический театр: за годы его работы (1950—1975) были поставлены спектакли по произведениям У. Шекспира («Гамлет», 1962; «Король Лир», 1964, 1965), В. Маяковского («Мистерия-Буфф», 1967, 1968), Е. Шварца («Голый король», 1957, 1964, 1967, 1972) и др.:302. Т. Л. Вульфович выступила инициатором создания творческого клуба чтецов и любителей поэзии «Прометей» в 1960-х. Т. Л. Вульфович постоянно проводила коллективные обсуждения новинок литературы и просмотры кинофильмов. В 1974 подверглась осуждению на партийном собрании за организацию просмотра студентами фильма Андрея Тарковского «Зеркало» вместо участия в комсомольском собрании:77.
Помимо работы в университете Т. Л. Вульфович вела активную просветительскую деятельность. Она выступала от общества «Знание» с лекциями по вопросам литературы и искусства в учебных заведениях и трудовых коллективах Калининграда, а также в районных центрах области (награждена нагрудным знаком общества «Знание» «За активную работу»:255); участвовала в работе секции критиков при Калининградском отделении Всесоюзного театрального общества, помогала в работе Литературного театра, публиковалась в периодической печати. Выйдя на пенсию, Т. Л. Вульфович продолжала активно сотрудничать со школами Калининграда, в том числе с театральными и филологическими классами лицея № 49; участвовала в жюри различных литературных праздников и конкурсов, состояла членом Калининградского отделения Российского общества Ф. М. Достоевского:261.
Т. Л. Вульфович умерла в Калининграде. Гражданская панихида прошла 2 октября 1998 в Театре кукол (бывшая церковь памяти королевы Луизы).
Документы по биографии Т. Л. Вульфович (за 1922—1997 г.) сформировали личный фонд доцента кафедры русской и зарубежной литературы КГУ Т. Л. Вульфович в Государственном архиве Калининградской области.

## Наука
Т. Л. Вульфович защитила кандидатскую диссертацию по филологии в Москве в 1954 по теме «Творчество Шарля Луи Филиппа — представителя французской демократической литературы на рубеже XIX—XX вв.». В последующие годы она выпустила свыше 30 научных и научно-методических работ. Главная область научных интересов Т. Л. Вульфович — французская литература XIX в. В 2003 вышел сборник её работ по творчеству Стендаля, Г. де Мопассана, П. Мериме, Г. Х. Андресена, К. Коллоди, Дж. Родари, У. Шекспира, Мольера, А. П. Чехова, М. Горького.

## Основные труды
- Вульфович Т. Л. Творчество Стендаля. Калининград, 1958.
- Вульфович Т. Л. Из истории борьбы за демократическое искусство во французской литературе 1890—1900 гг. // Ученые записки КГПИ. Калининград, 1959. Вып. 6.
- Вульфович Т. Л. Творчество Мопассана. М., 1962.
- Вульфович Т. Л. Детская итальянская литература. Калининград, 1963.
- Вульфович Т. Л., Максидонова Л. Г. Творчество Мольера. Калининград, 1982.
- Вульфович Т. Л. Живые страницы классики : заруб. Литература : крит. ст., исследования : из опыта школьных уроков : метод. разработки / ред.-сост. Л. Г. Максидонова. Калининград: ОГУП «Калининградское книжное издательство», 2003.

## Память
Отзывчивый и высокообразованный человек, Т. Л. Вульфович пробуждала во многочисленных учениках интерес к литературе, театру, кино, музыке. Среди учеников Т. Л. Вульфович — многие известные калининградские деятели культуры и образования, в том числе режиссёр и педагог Борис Бейненсон, журналист Валентин Егоров, режиссёр Альберт Михайлов, театральный критик и филолог Игорь Савостин, писатель Валентина Соловьева и другие.
В январе 1999 Т. Л. Вульфович была посмертно удостоена диплома победителя городского конкурса «Человек — событие — город» в номинации «Душа города» в знак признания выдающихся заслуг:2. Воспоминания учеников Тамары Львовны были опубликованы Калининградским книжным издательством в 2003.

Если что чуть и помогает — память о всем добром и светлом, что неотрывно связано с Тамарой Львовной Вульфович, человеком истинно добрым, истинно светлым. Это и вправду так. Свидетельство тому, что это общее мнение всех, кто хоть краешком знал её, — присуждение ей звания «Человек года» по прекрасной в своей необычности и точности номинации «Душа города». Это не просто посмертная честь. Полвека Вульфович была — и надолго, покуда, по крайней мере, живы её бесчисленные ученики и друзья, останется — именно д у ш о й Калининграда; поклон тем, кто догадался о необходимости такой номинации, теперь это святое слово неотрывно от её имени.
— Писатель Вольф Долгий:93

С Тамарой Львовной Вульфович прощались в Театре кукол, в бывшей кирхе Луизы. Более ста лет назад благодарные кенигсбержцы на свои пожертвования построили Луизен-кирхе в честь королевы Пруссии, жены Фридриха Вильгельма III. Королева Луиза была любимицей Кенигсберга, её ангелом-хранителем. Воздвигнув церковь-памятник, жители города таким образом выразили любовь, пережившую века, к Прекрасной женщине. Удивительное совпадение — в кирхе Луизы проходила гражданская панихида по усопшей Тамаре Львовне Вульфович, ещё одной Прекрасной женщине этого города.
Она ушла, но остался след — во всем, чего касалась её светлая душа.
— Журналист Раиса Минакова:255

У каждого города есть свой genius Loci, тот добрый дух, который связует между собой людей разного возраста, образования, образа жизни и интересов в единый организм. Кёнигсбержцы боготворили свою королеву Луизу, в честь неё строили кирхи, возводили памятники, давали имена улицам и паркам. У калининградцев этим добрым духом была Тамара Львовна Вульфович. И сегодня мы по-прежнему связаны между собой невидимыми узами любви Тамары Львовны, чувствуем её доброе присутствие, мысленно обращаемся к ней в трудные минуты жизни, а свои победы меряем её пристрастной меркой.
Гражданская панихида состоялась в стенах бывшей Луизен-кирхи. Таких случайных совпадений не бывает.
— Филолог Павел Фокин:273

Загадка Тамары Львовны, её феномен — в том, что она учила не только избранному раз и навсегда предмету. Она учила прежде всего свободе и самостоятельности мысли — первому и определяющему качеству настоящего интеллигента.
Это благодаря ей свинцовые времена обретали краски.
Это она организовывала в городе просмотры фильмов Тарковского и Параджанова.
Это после её занятий университетские лестницы становились залами поэтических турниров.
Это на организованных ею обсуждениях премьер и выставок оттачивалось эстетическое чувство многих поколений…
Трудно представить город без неё, попросту невозможно. С её уходом ушла в прошлое целая эпоха, и встречать новые времена без таких людей, как Тамара Львовна Вульфович, трудно.— Журналист Валентин Егоров:283—284
Ученики Т. Л. Вульфович публиковали и другие воспоминания.
Памяти Т. Л. Вульфович посвящена книга «Чехов без глянца» (2009).
Т. Л. Вульфович упоминается в романе Юрия Буйды «Вор, шпион и убийца» (2012).